# 香港電視台列表
本列表只包括受香港通訊事務管理局規管的電視廣播公司。
根據《香港法例》第562章《廣播條例》，香港的電視史上節目服務分為四類，分別為由行政長官會同行政會議發出牌照的香港免費電視節目服務和香港收費電視節目服務；以及由通訊事務管理局發出牌照的非香港電視節目服務及其他須領牌電視節目服務為續牌12年期。

## 香港免費電視節目服務

### 公營廣播機構
- 港台電視（公營廣播機構，無須領牌）

### 現有本地免費電視節目服務牌照續牌及其他持牌機構有效期十二年
- 電視廣播有限公司（俗稱無綫電視或TVB，1967年啓播，由2015年12月1日開始，至2027年11月30日結束）
- 香港電視娛樂有限公司（簡稱ViuTV，電訊盈科屬下機構，2010年啓播，由2015年4月1日開始，至2027年3月31日結束）
- 有線寬頻開電視有限公司（簡稱HOY TV，有線寬頻屬下機構，2009年啓播，由2016年5月31日開始，至2028年5月30日結束）

### 已結束電視牌照的申請廣播
本地免費電視節目服務：
- 佳藝電視（1978年破產倒閉）
- 亞洲電視（2015年不獲政府續牌，2016年4月2日牌照有效期結束）
- 香港有線電視（2023年2月14日牌照子公司持有交還業務，同年6月1日牌照有效期結束）

香港廣播類流動電視服務綜合傳送者牌照持牌機構：
- 香港流動電視網絡有限公司：香港電視網絡（2013年政府不獲發牌，2018年3月27日牌照有效期結束）的子公司，曾以廣播類流動電視制式CMMB通過大氣電波47頻道傳送節目。香港電視網絡於第2次申請免費電視牌照時，並曾計劃使用香港流動電視網絡的大氣電波頻道以DTMB制式傳送高清免費電視節目。[1]2018年4月30日，通訊事務管理局接納香港流動電視網絡交還其頻譜申請。[2]

## 香港收費電視節目服務
- 電訊盈科媒體有限公司（now TV）

now TV使用數碼電視、寬頻網絡進行廣播。
香港政府已於2020年停止使用模擬廣播制式。

## 非香港電視節目服務
不是以香港作為該公司主要目標市場。
- 可供本港接收的電視服務（所提供的節目服務一般依賴本地收費電視服務牌照的持有人。）
  - Starbucks（HK）Limited
  - 特納國際亞太有限公司
  - 有線衛星電視有限公司
  - Pacific Century Matrix（HK）Limited
  - 天浪衛視有限公司
  - Auspicious Colour Limited
  - 鳳凰衛視有限公司
- 只供本港以外地區接收的電視服務
  - 迪士尼传媒有限公司（原星空传媒或卫星电视）
  - 亞太衛視發展有限公司
  - 陽光文化網絡電視企業有限公司
  - 美亞電視有限公司

## 其他須領牌電視節目服務
按目標觀眾分為甲、乙兩類；

### 甲類（一般公眾人士/特別群體）
沒有

### 乙類（酒店）
- 豐鴻投資有限公司
- Movielink（Hong Kong）Limited
- 德厚投資有限公司
- Greenroll Limited
- 發星國際有限公司
- 帝都酒店管理有限公司
- 半島酒店有限公司
- 朗咸酒店國際有限公司
- 利高賓有限公司
- 九龍悅來酒店有限公司
- MagiNet Interactive Limited
- 凱麗酒店有限公司
- 香格里拉大酒店（九龍）有限公司
- 紫荊酒店有限公司
- Sheraton International（Hong Kong）Limited
- 新世界酒店有限公司
- Marriott Hong Kong Limited
- 日航香港酒店有限公司
- 酒店置業有限公司
- Cityability Limited
- NXTV Asia, Limited
- 恩雨之聲有限公司
- 香港國際主題樂園有限公司
- 朗豪酒店（香港）有限公司

## 不需領有任何電視節目服務牌照
- 港台電視

## OTT服務
香港暫未有法例硬性規定須向政府領牌，僅受《淫褻及不雅物品管制條例》所規管（條例由電影、報刊及物品管理辦事處執行）。
- 透過網際網路廣播。
  - 電視廣播有限公司（myTV SUPER）
  - 電訊盈科媒體（Now E）
  - 體通天下
  - 創世電視

## 香港境內地區接收的境外電視頻道
由於香港地處中國華南沿岸，北面與廣東省深圳市僅一河之隔，其餘的邊境海面分別與深圳市、中山市和珠海市相鄰。有見及此，一些居於北區、元朗區、屯門區、大鵬灣一帶和大嶼山西面的居民都可以自設天線，並指向深圳或珠海的方向就可自行接收收看，如上述提及地區有設接收高清電視的设备，更可接收到內陸的高清電視信號。自2010年夏天起，廣東省不少城市的電視廣播發射功率都得以增強，令香港有更多地方可以透過自設天線的方法收看廣東地區的電視頻道，主要集中在香港島、九龍南部、馬鞍山和西貢半島一帶，只是一些較為接近香港電視信號發射站的地方未能收看。另外，部分中国内地电视频道使用了中国自主研发的AVS视频格式和DRA音频格式，导致部分电视机（或机顶盒）可能会因无法解码而无法正常接收；“中央广播电视节目无线数字化覆盖工程”传输的央视标清频道可能需将接收机设置成可接收加密频道的模式方可收看。
以下這些頻道在播放已經有香港電視頻道購買的節目時，收看這些節目可能會引起版權問題，如中國中央電視綜合頻道的境內版播放奧運會、亞運、世界盃等比賽項目。

### 頻道一覽
| 頻道名稱                           | 簡介 / 接收方法 / 備 |
| ---------------------------------- | --- |
| 中國中央電視頻道                   | |
| 中國中央電視綜合頻道               | 頻道呼號為 限香港北部邊境地區和西部離岸地區接收，北部邊境地區可同時接收標清與高清兩路訊號，與香港版有區別；西部離岸地區可接收經由澳廣視轉播的頻道訊號，節目與香港版一致 |
| 中國中央電視台財經頻道               | 頻道呼號為 限香港北部邊境地區和西部離岸地區接收 |
| 中國中央電視台中文國際頻道（亚洲版） | 頻道呼號為 限香港北部邊境地區和西部離岸地區接收 |
| 中國中央電視台紀錄頻道               | 頻道呼號為 限香港北部邊境地區和西部離岸地區接收 |
| 中國中央電視台科教頻道               | 頻道呼號為 限香港北部邊境地區和西部離岸地區接收 |
| 中國中央電視台戲曲頻道               | 頻道呼號為 限香港北部邊境地區和西部離岸地區接收 |
| 中國中央電視台社會與法頻道           | 頻道呼號為 限香港北部邊境地區和西部離岸地區接收 |
| 中國中央電視台新聞頻道               | 頻道呼號為 限香港北部邊境地區和西部離岸地區接收，其中西部離岸地區接收經由澳廣視轉播的頻道訊號                                                                           |
| 中國中央電視台少兒頻道               | 頻道呼號為 限香港北部邊境地區和西部離岸地區接收 |
| 中國中央電視台音樂頻道               | 頻道呼號為 限香港北部邊境地區和西部離岸地區接收 |
| 中國中央電視台農業農村頻道           | 頻道呼號為 限香港北部邊境地區和西部離岸地區接收 |
| 中國環球電視網                     | 頻道呼號為 限香港北部邊境地區和西部離岸地區接收，其中西部離岸地區接收經由澳廣視轉播的頻道訊號，節目與港台電視35高清版一致                                               |
| 中國環球電視網紀錄頻道             | 頻道呼號為 限香港西部離岸地區接收經由澳廣視轉播的頻道訊號，節目與港台電視34高清版一致                                                                                   |
| 廣東省境內地區電視頻道             | |
| 广东卫视                           | 限香港北部邊境地區接收 |
| 广东广播电视台珠江频道             | 限香港北部邊境地區和西部離岸地區接收原版訊號 |
| 广东广播电视台新闻频道             | 限香港北部邊境地區接收 |
| 广东广播电视台体育频道             | 限香港北部邊境地區接收 |
| 广东广播电视台经济科教频道         | 限香港北部邊境地區接收 |
| 广东大湾区卫视                     | 限香港北部邊境地區和西部離岸地區接收原版訊號 |
| 广州广播电视台综合频道             | 限香港西部離岸地區接收 |
| 深圳衛視                           | 限香港北部邊境地區接收原版訊號，高清廣播 |
| 深圳電視台都市頻道                 | 限香港北部邊境地區接收，高清廣播 |
| 深圳電視台電視劇頻道               | 限香港北部邊境地區接收，高清廣播 |
| 深圳電視台財經生活頻道               | 限香港北部邊境地區接收 |
| 深圳電視台娛樂頻道                   | 限香港北部邊境地區接收 |
| 深圳電視台體育健康頻道               | 限香港北部邊境地區接收 |
| 深圳電視台少兒頻道                   | 限香港北部邊境地區接收 |
| 深圳電視台公共頻道                   | 限香港北部邊境地區接收，高清廣播 |
| 珠海電視台第一頻道                 | 限香港西部離岸地區接收 |
| 中山電視台                         | 限香港西部離岸地區接收 |
| 澳門境內地區電視頻道               | |
| 澳視澳門台                         | 限香港西部離岸地區接收 |
| 澳視葡文台                         | 限香港西部離岸地區接收 |
| 澳門體育台                         | 限香港西部離岸地區接收 |
| 澳門資訊台                         | 限香港西部離岸地區接收 |
| 澳門綜藝台                         | 限香港西部離岸地區接收 |
| 澳門-MACAU                         | 限香港西部離岸地區接收 |

## 已经结业/停播的电视台
- 佳艺电视
- 传讯电视
- 互動電視iTV
- M Channel
- 新資訊
- 東亞衛視
- i-TAXI
- 英皇娛樂台
- 健康生活台
- 優質生活台
- 买乐电视
- 動感傳播
- 華娛衛視
- 香港寬頻bbTV
- 香港電視網絡有限公司
- RoadShow